# Lukas Schleimer
Lukas Schleimer (* 9. Dezember 1999 in Trier) ist ein deutscher Fußballspieler. Er steht seit Juli 2025 beim SV Wehen Wiesbaden unter Vertrag.

## Karriere
Schleimer spielte für den TuS Mosella Schweich, bevor er mit 17 Jahren im Nachwuchsleistungszentrum des 1. FC Nürnberg aufgenommen wurde. Dort spielte er bis Mai 2018 in der U19-Bundesligamannschaft, entwickelte sich rasch zum Stammspieler und kam in der Saison 2017/18 auf 26 Ligaspiele (vier Tore, zwei Assists). Ein Jahr später folgte die Integration in die zweite Herrenmannschaft, Cheftrainer Reiner Geyer sowie sein Nachfolger Fabian Adelmann setzten Schleimer, der sich auch im Herrenbereich durchsetzen konnte, regelmäßig im zentralen Mittelfeld ein. Am Ende der Spielzeit standen sechs Scorerpunkte in 29 Regionalligaspielen zu Buche.
In die Saison 2019/20 ging der Mittelfeldspieler unter Trainer Marek Mintál als Stammkraft, bis zur Saisonunterbrechung nach dem 23. Spieltag aufgrund der COVID-19-Pandemie gelangen ihm in 20 Partien zehn Tore sowie neun Torvorlagen. Daraus resultierend stand Schleimer zweimal im von Jens Keller verantworteten Zweitligakader und erhielt Anfang Juni 2020 einen bis Juni 2022 gültigen Profivertrag.
Im Oktober 2020 wurde er bis zum Ende der Saison 2020/21 an den Drittligisten 1. FC Saarbrücken verliehen und kam wenig später zu seinem Pflichtspieldebüt; bei dem 2:1-Ligasieg über die SpVgg Unterhaching bereitete er nach seiner Einwechslung beide Tore seines Team vor.
Zur Saison 2021/22 kehrte Schleimer zum 1. FC Nürnberg zurück und gehörte fortan wieder der zweiten Mannschaft an. Nach 13 Regionalligaeinsätzen, in denen er 5 Tore erzielte, gehörte er unter dem Cheftrainer Robert Klauß am 7. Zweitligaspieltag erstmals wieder dem Spieltagskader der Profis an. Beim 1:0-Sieg gegen Hansa Rostock debütierte er in der 2. Halbzeit als Einwechselspieler in der 2. Bundesliga und bereitete den Siegtreffer vor. Im März 2022 verlängerte er seinen Vertrag. Im Sommer 2025 verließ er den Verein und wechselte zum SV Wehen Wiesbaden.